# Wolfgang Schöllhorn
Wolfgang Immanuel Schöllhorn (* 1960 in Ulm) ist ein deutscher  Bewegungs- und Trainingswissenschaftler mit Professur an der Johannes Gutenberg-Universität Mainz.

## Leben
Schöllhorn machte 1979 am Anna-Essinger-Gymnasium Ulm Abitur, studierte ab 1981 Sport, Physik und Pädagogik, Neurophysiologie, Nichtlineare Dynamik, Signalanalyse in Mainz und Frankfurt, schloss das erste Staatsexamen für gymnasiales Lehramt (Sekundarstufe II) für Physik, Sport und Pädagogik und erlangte einen Abschluss als Diplom-Sportlehrer. 1986 wurde er Deutscher Meister im Viererbob. 1990 promovierte er in Biomechanik in Frankfurt. Von 1993 bis 1995 hatte er ein DFG-Habilitationsstipendium mit Forschungsaufenthalten am Massachusetts Institute of Technology, Center for Complex Systems der Florida Atlantic University in Boca Raton und Human Performance Lab der University of Calgary. 1996  wurde er in Bewegungs- und Trainingswissenschaft an der Deutschen Sporthochschule Köln habilitiert. 1997 erhielt er eine Professur für Angewandte Trainingswissenschaft an der Universität Leipzig. 2000 wurde er auf einen Lehrstuhl für Trainingswissenschaft der Westfälischen Wilhelms-Universität Münster berufen. Seit 2007 hat er einen Lehrstuhl für Bewegungs- und Trainingswissenschaft in Mainz und ist seit 2016 außerordentlicher Professor an der Schanghaier Universität für Sport. Er hatte Gastprofessuren an der Universität Taipei, Universität Calgary, Universität Salzburg und Universität Graz. Seine Arbeiten zum Differenziellen Lernen wurden 1999 mit dem Myashita Award der International Society of Biomechanics und 2006 mit dem Label des Deutschen Werkbunds ausgezeichnet. Er forscht und veröffentlicht im Bereich Biomechanik, Trainings- und Bewegungswissenschaft.

## Buchveröffentlichungen
- Biomechanische Einzelfallanalyse im Diskuswurf, Deutsch, Thun, 1993, ISBN 978-3-8171-1349-1 (Dissertation)
- Systematische Betrachtung komplexer Bewegungsmuster im Lernprozeß, Lang, Frankfurt am Main, 1998, ISBN 978-3-631-32464-6 (Habilitation)
- Eine Sprint- und Laufschule für alle Sportarten, Meyer und Meyer, Aachen, 2003, ISBN 978-3-89124-919-2
- Schneller Sprinten und Laufen in allen Sportarten, Hofmann, Schorndorf,  2011, ISBN 978-3-7780-0461-6